# Pilar Revuelta
Pilar Revuelta és una dissenyadora de producció i directora artística establerta a Madrid. Juntament amb el dissenyador de producció Eugenio Caballero, va guanyar l'Oscar a la millor direcció artística el 2007 pel seu treball a El laberinto del fauno de Guillermo del Toro. Revuelta i Caballero també van rebre una nominació al BAFTA pel disseny de producció d' El laberinto del fauno.
Revuelta va rebre una subvenció per estudiar a l'American Film Institute de Hollywood, CA. És membre de la classe del 1991 amb un focus de disseny de producció.
Havia treballat prèviament amb Guillermo del Toro a El espinazo del diablo. També ha treballat amb Pedro Almodóvar ajudant a aconseguir els seus esquemes de colors vius a La mala educación (2004) i també va treballar amb Juan Carlos Fresnadillo a la seva aclamada opera prima Intacto (2001).

## Filmografia
- 1997: La buena estrella de Ricardo Franco
- 1998: Lágrimas negras
- 2000: El Bola d'Achero Mañas
- 2001: Intacto de Juan Carlos Fresnadillo
- 2001: El espinazo del diablo de Guillermo del Toro
- 2002: El embrujo de Shanghai de Fernando Trueba
- 2003: Mortadel·lo i Filemó de Javier Fesser
- 2004: La mala educación de Pedro Almodóvar
- 2006: El laberinto del fauno de Guillermo del Toro
- 2008: Che de Steven Soderbergh
- 2009: The Limits of Control de Jim Jarmusch
- 2009: Los abrazos rotos de Pedro Almodóvar
- 2012: The Impossible de Juan Antonio Bayona
- 2012: El artista y la modelo de Fernando Trueba
- 2014: Exodus: Gods and Kings de Ridley Scott
- 2016: The Promise de Terry George
- 2016: Un monstre em ve a veure de Juan Antonio Bayona